# 151 î.Hr.

## Nașteri
- dată necunoscută: Meleagros din Gadara  (d. ?)
- dată necunoscută: Gannicus gladiator gal (d. 71 î.Hr.)
- dată necunoscută: Divico  (d. ?)
- dată necunoscută: Pausanias din Damasc  (d. ?)